# Paella

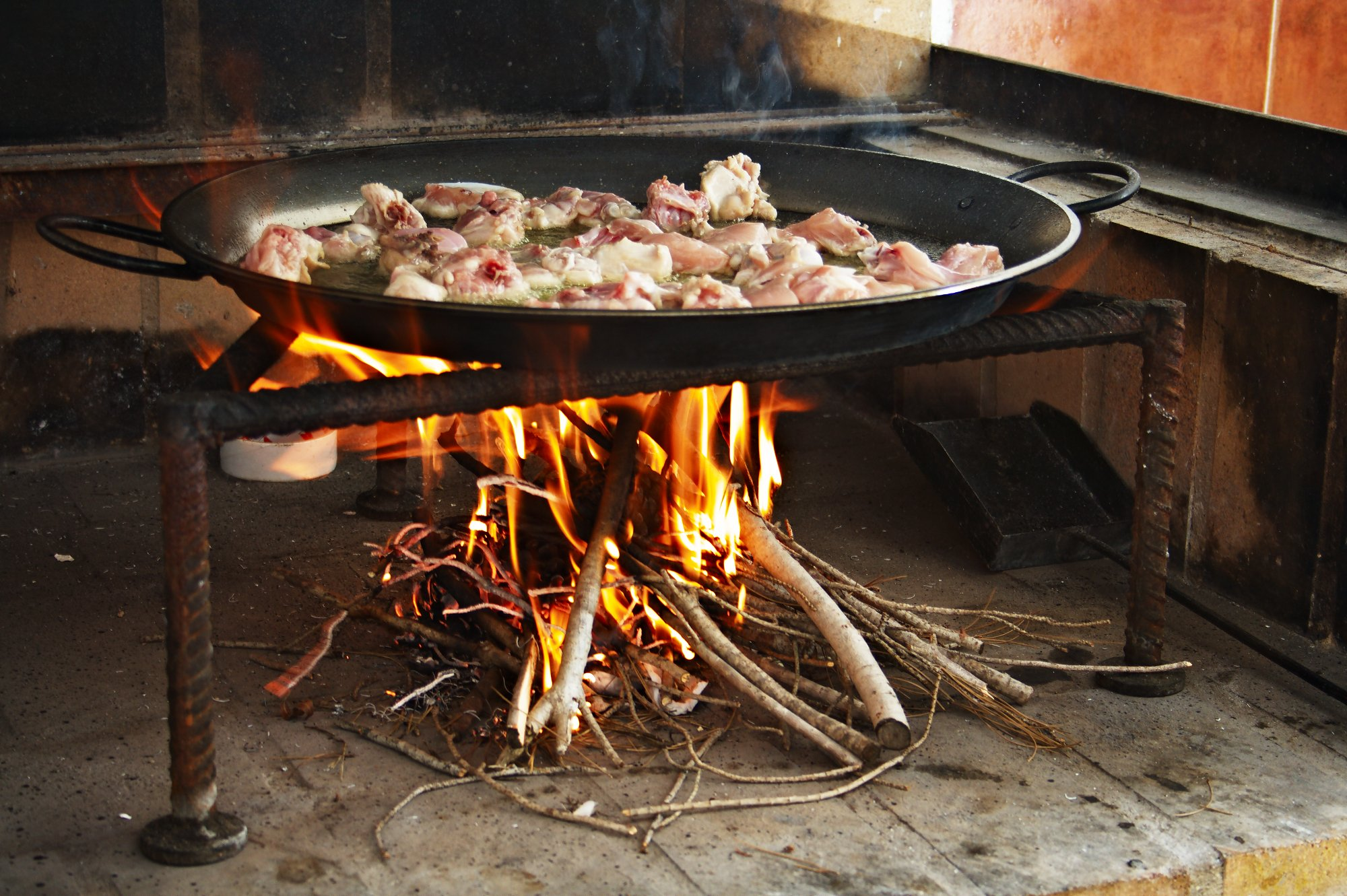
Zubereitung einer Paella (Fleisch anbraten)

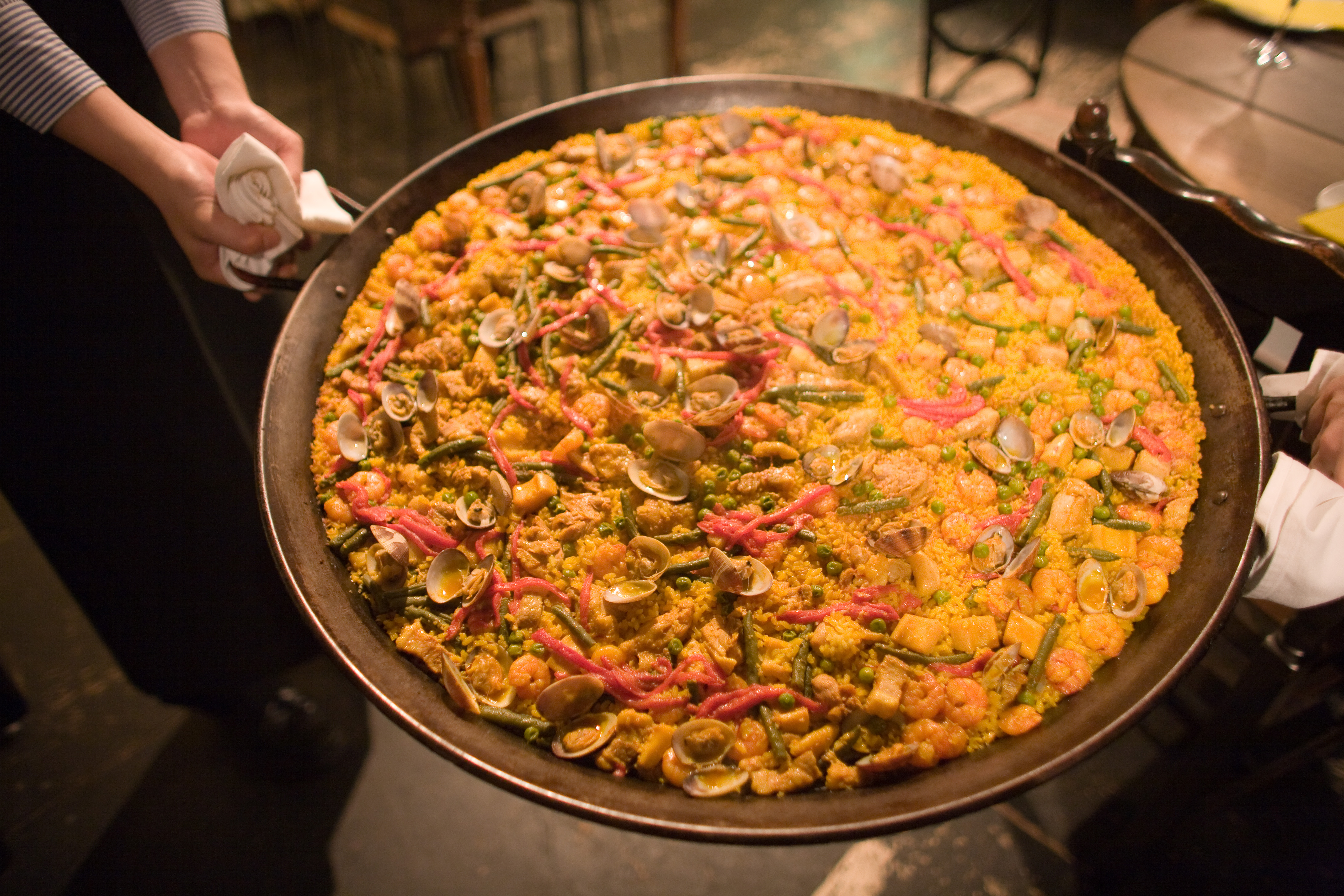
Große Paellapfanne in einem Restaurant

Eine Paella [paˈeʎa] ist ein spanisches Reisgericht aus der Pfanne und gilt als das „Nationalgericht“ der Regionen Valencia. Der Begriff paella stammt aus dem Katalanischen (belegt seit circa 1892) und hat seinen Ursprung im lateinischen Wort patella, das eine Art große Platte oder flache Schüssel aus Metall bezeichnet. 
 Inzwischen wird paella im Spanischen sowohl zur Bezeichnung des Gerichtes als auch der für dessen Zubereitung dienenden Pfanne verwendet; die Pfanne kann auch als paellera [paeˈʎeɾa] bezeichnet werden.

## Die Paella-Pfanne

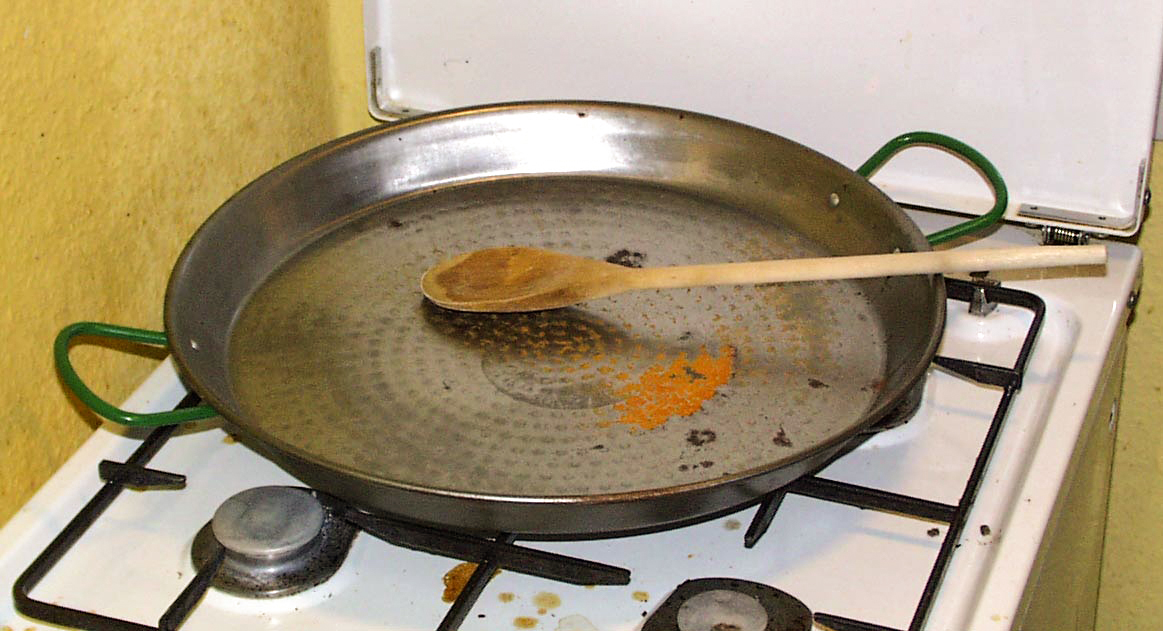
Diese Paellera mit einem Außendurchmesser von 40 cm eignet sich für Paellas für sechs Personen

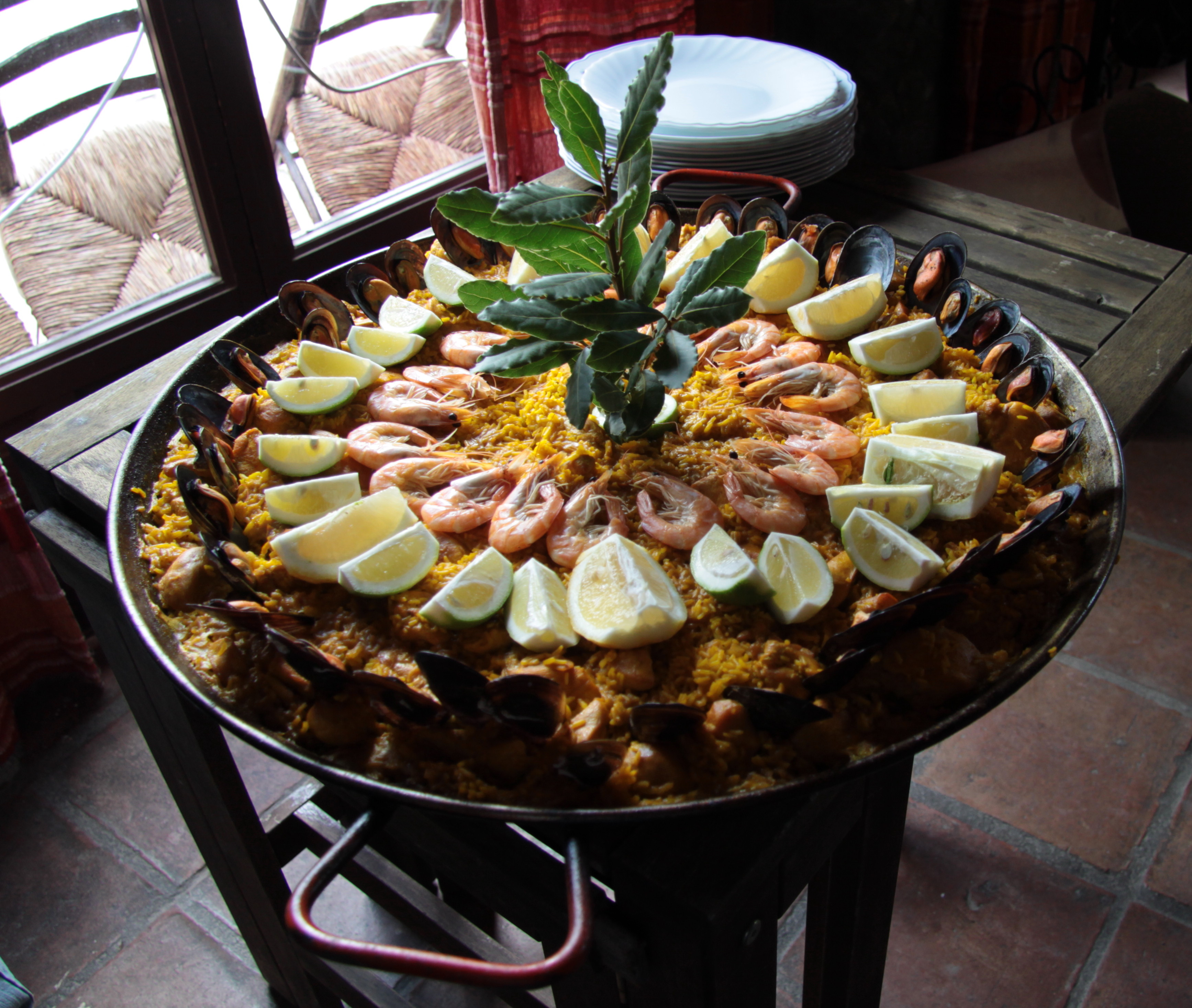
Paella für 12 Personen mit Garnitur

Paellas oder paelleras sind runde flache Pfannen ohne Deckel. In spanischen Haushalten sind oft mehrere unterschiedlichen Durchmessers vorhanden, sodass stets eine der Esserzahl entsprechende zum Einsatz kommen kann. Die Pfanne soll so bemessen sein, dass der Reis darin nicht mehr als vier Zentimeter hoch steht.
Zum traditionellen Zubereiten von Speisen in einer Paella-Pfanne auf dem Holzfeuer werden solche aus Schmiede- oder Gusseisen verwendet, in Katalonien gelegentlich auch Tonpfannen. Paella-Pfannen aus emailliertem Stahl, Edelstahl oder teflonbeschichtetem Aluminium sind ebenfalls erhältlich.

## Paella Valenciana

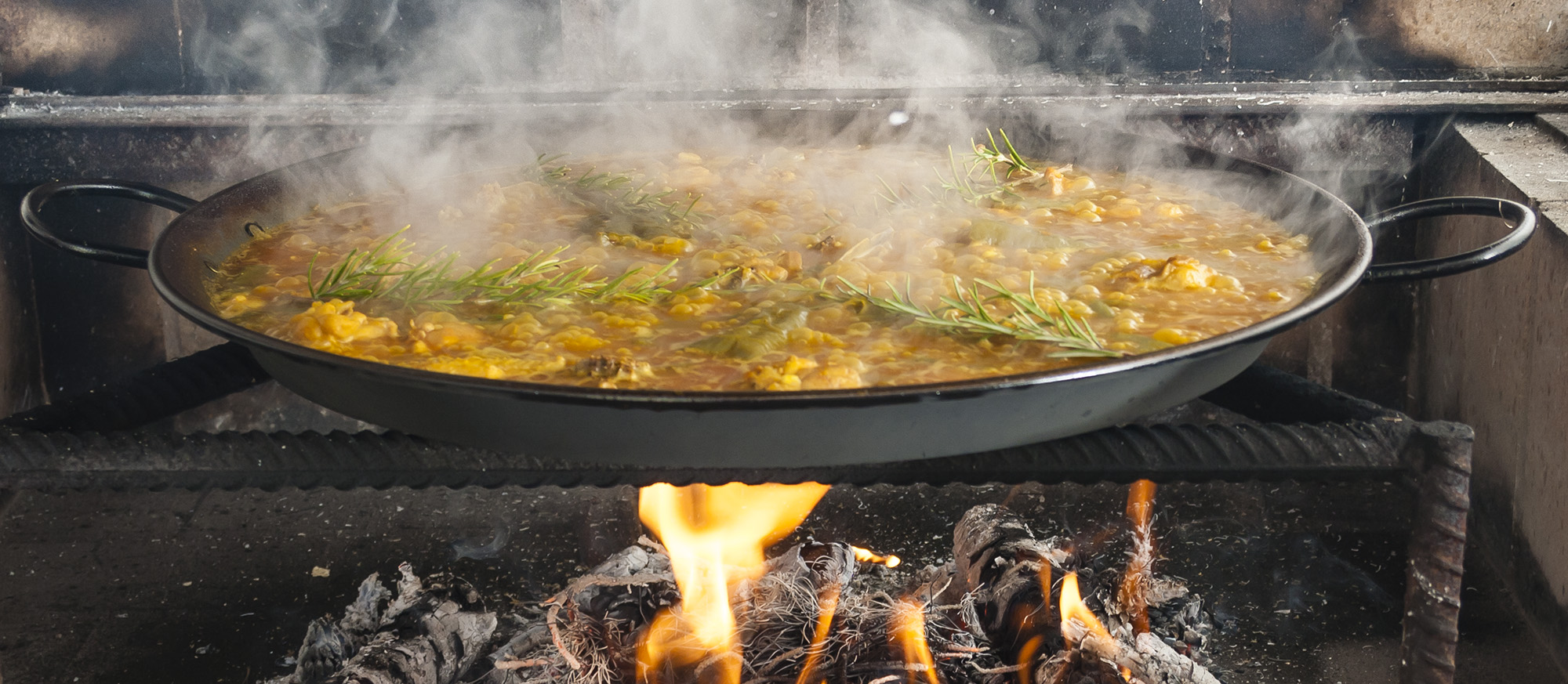
Paella Valenciana (mit Rosmarin garniert)

Das berühmteste Paella-Gericht ist die Paella Valenciana aus Reis, der mit Safran leuchtend gelb gefärbt wird, hellem Fleisch (Huhn, Kaninchen) und Gemüse. Das Fleisch wird vor dem Garen am Knochen in mundgerechte Stücke gehackt und in die Pfanne gegeben; gelegentlich werden den Paella-Zutaten auch kleine Schnecken beigefügt. Als Gemüse dienen zerkleinerte Tomaten, bajoquetes (breite grüne Bohnen) und garrofó (große flache weiße Limabohnen). Gewürzt wird mit Salz und frischem Knoblauch, auch süßes Paprikapulver kann hinzugefügt werden. Frische Rosmarinzweige, die während der letzten Minuten der Garzeit oder danach auf den Reis gelegt und gegebenenfalls auch dem Feuer beigegeben werden, geben zusätzliches Aroma. Traditionell können auch Aal, Westschermaus und Ente, Feuerbohnen, Paprika und besonders im Winter Artischocken als Zutaten verwendet werden. Paella mit Meeresfrüchten wird Paella de marisco genannt.

## Zubereitung

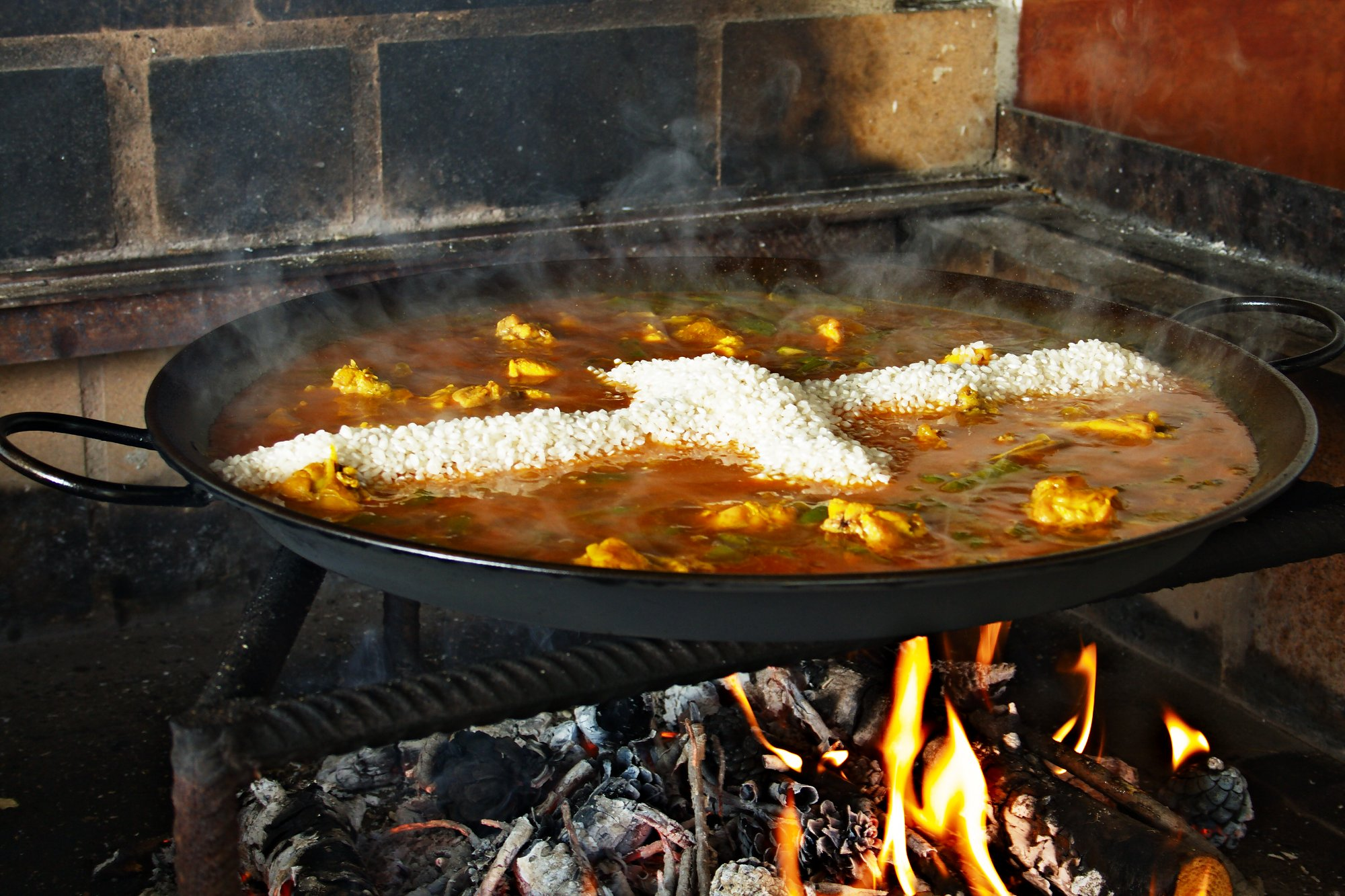
Zubereitung einer Paella: die Reiszugabe in Kreuzform

Reichlich Olivenöl wird in der Pfanne erhitzt. Wenn Meeresfrüchte verwendet werden, werden diese darin zuerst im Öl geschmort, dann herausgenommen und beiseite gestellt. Dann wird das Fleisch angebraten, bis es fast gar ist. Danach kommt das Gemüse hinzu und wird circa 10 Minuten in der Pfanne mitgeschmort. Schließlich wird der Reis eingestreut, mit den anderen Zutaten vermischt und mit heißem Wasser oder caldo, heißer Brühe, aufgegossen. Danach soll das Gericht nicht mehr umgerührt werden und auf kleiner Flamme simmern. Die Paella „singt“, so heißt es in Spanien, sie gibt ein blubberndes Geräusch von sich. Caldo oder Wasser und die Hitze des Feuers müssen so bemessen sein, dass die Flüssigkeit vom Reis vollständig aufgesogen ist, wenn dieser gar ist. Dann verstummt das „Singen“. Man soll keine Flüssigkeit nachträglich angießen. Die vorgegarten Meeresfrüchte werden gegen Ende der Garzeit wieder hinzugegeben, sodass sie noch wenige Minuten ziehen können. Ist die Paella fertig gekocht, lässt man sie acht bis zehn Minuten ruhen, am besten mit einem Küchenhandtuch lose zugedeckt. 
Einige Köche lassen den Reis in Kreuzform über das angebratene Fleisch und das Gemüse rieseln und gießen dann Wasser oder Brühe an. Andere bedecken die fertige Paella nicht mit einem Küchentuch oder einer Zeitung, sondern mit Rosmarinzweigen, wiederum andere lassen sie unbedeckt ruhen, ehe sie serviert wird. Manche gießen nicht nur Wasser oder Brühe an, sondern auch einen Schuss Bier oder Rotwein. Die Paella mixta, d. h. die gemischte Paella mit Meeresfrüchten und Fleisch, ist eine moderne Zubereitungsweise, die von Traditionalisten abgelehnt wird.
Entscheidend für das Gelingen einer Paella ist die Güte des Reises. Paellareis, der Arroz bomba, der in der Gegend um Valencia angebaut wird, benötigt etwa die doppelte bis zweieinhalbfache Menge Flüssigkeit, also für eine Tasse Reiskörner mindestens zwei Tassen Wasser oder Brühe. Sobald die Flüssigkeit siedet, soll die Hitze verringert werden, damit jene nicht verkocht, ehe der Reis gar ist. Damit sich die geschätzte feine Kruste, das socarrat, am Boden der Paella-Pfanne bilden kann, sollte die Paella danach noch einige Minuten weiter garen. Der gegarte Reis soll jedoch nie ganz weich sein, sondern leichten Biss haben. 
Langkornreis kann ein adäquater Ersatz für Arroz bomba sein. Risottoreis eignet sich dagegen nicht für die Paella, da er einen höheren Stärkegehalt aufweist und beim Kochen leicht klebrig wird. Die Reiskörner in der fertigen Paella sollen körnig sein und nicht zusammenkleben.
Heute wird zum Färben der Paella oft kein echter Safran, sondern nahezu geschmackloser Lebensmittelfarbstoff wie z. B. E102 (Tartrazin) verwendet, der unter der Bezeichnung colorante alimentario im Handel erhältlich ist. Alternativ wird auch Kurkuma verwendet. Auch Paella-Würzmischungen mit Safran werden angeboten.

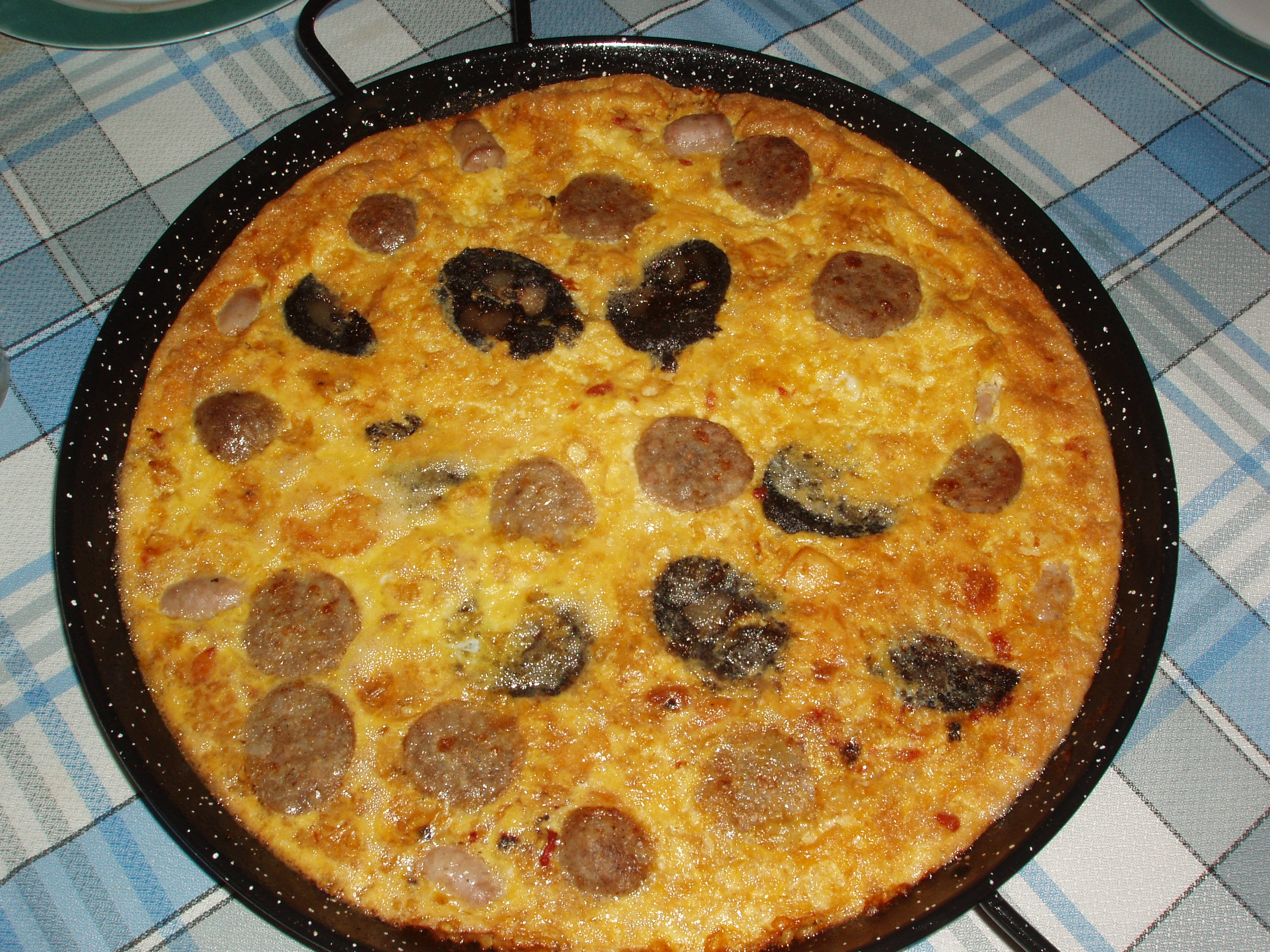
Arroz con costra („Reis mit Kruste“)

Traditionell wird die Paella auf einem offenen Pinien- oder Mandelholzfeuer im Freien zubereitet, oft in großen Mengen für die ganze Familie. Die Paella-Pfanne ruht dabei auf einem eisernen Dreifuß, dem tripote, der im Feuer steht. Diese Tradition erfreut sich in der Region Valencia großer Beliebtheit. Traditionell wird die Paella direkt aus der Pfanne mit dem Löffel gegessen; heute werden meist Teller dazu gereicht, auf die sich die Esser aus der Pfanne auftun. Normalerweise dient die Paella als Mittagessen, das gegen 15 Uhr eingenommen wird, nicht jedoch abends, da sie dafür vielen als zu üppig gilt. 
Irrtümlich wird die Paella, insbesondere im Ausland, als spanisches Nationalgericht bezeichnet. Tatsächlich ist sie eine regionale Spezialität.

## Varianten
Die Paella ist eines unter vielen Reisgerichten (arroces), die sich in der Comunitat Valenciana besonderer Beliebtheit erfreuen. (Die erste Bezeichnung ist jeweils spanisch, die zweite katalanisch):
- Paella de marisco/Paella de marisc (Meeresfrüchte-Paella): mit Meeresfrüchten und/oder Fisch zubereitet
- Paella mixta/Paella de carn i peix (Gemischte Paella): mit Fleisch und Meeresfrüchten zubereitet (siehe oben)
- Paella de verdura: Gemüse-Paella
- Fideuà (fi-deua): mit kleinen Nudeln statt Reis
- Arroz al horno/Arròs al forn (Reis im Ofen): Zubereitung im Backofen
- Arroz con costra/Arròs amb costra (Reis mit Kruste): Zubereitung wie Arroz al horno, jedoch mit Ei auf der Oberfläche
- Arroz en la olla/Arròs d'olla (Reis im Topf): Zubereitung im Kochtopf auf dem Herd
- Arroz negro/Arròs negre (schwarzer Reis): typisches Gericht aus Katalonien, bei dem der Reis mit Tintenfisch-Tinte aromatisiert wird.

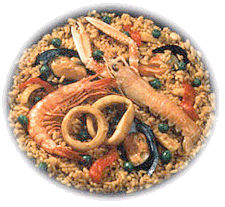
Paella de marisco
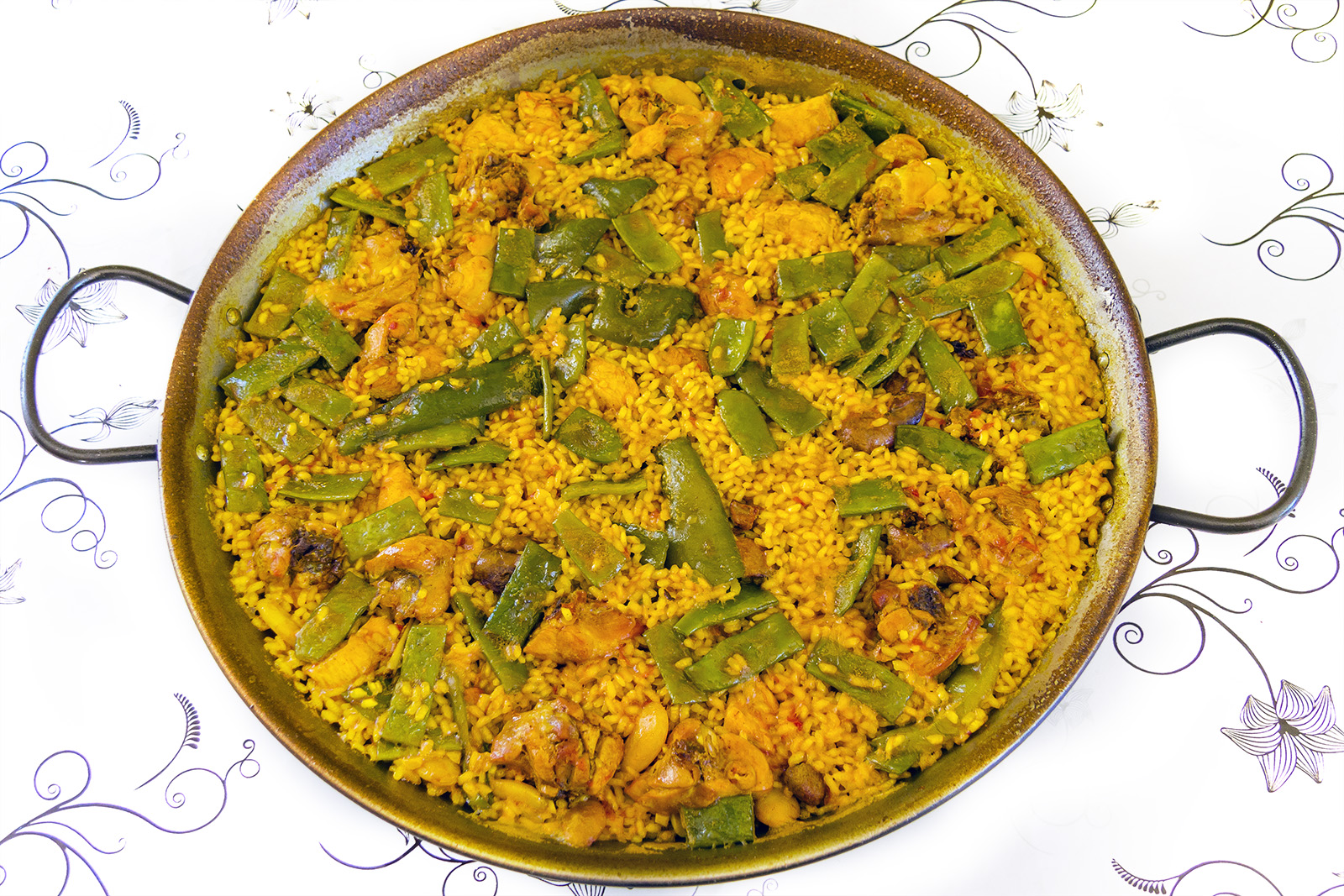
Paella valenciana
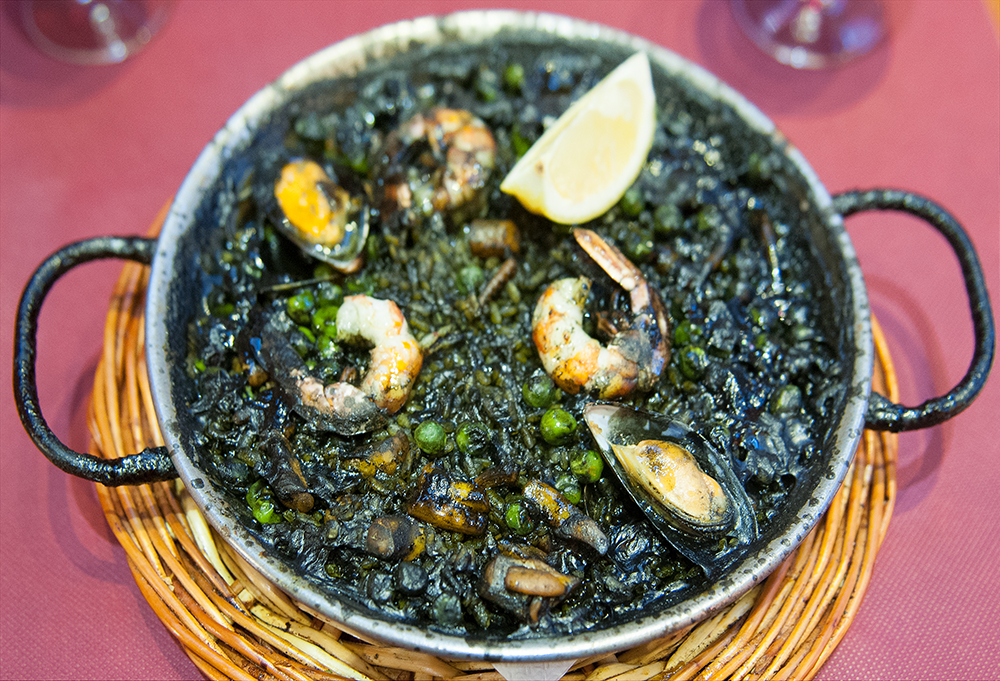
Arroz negro
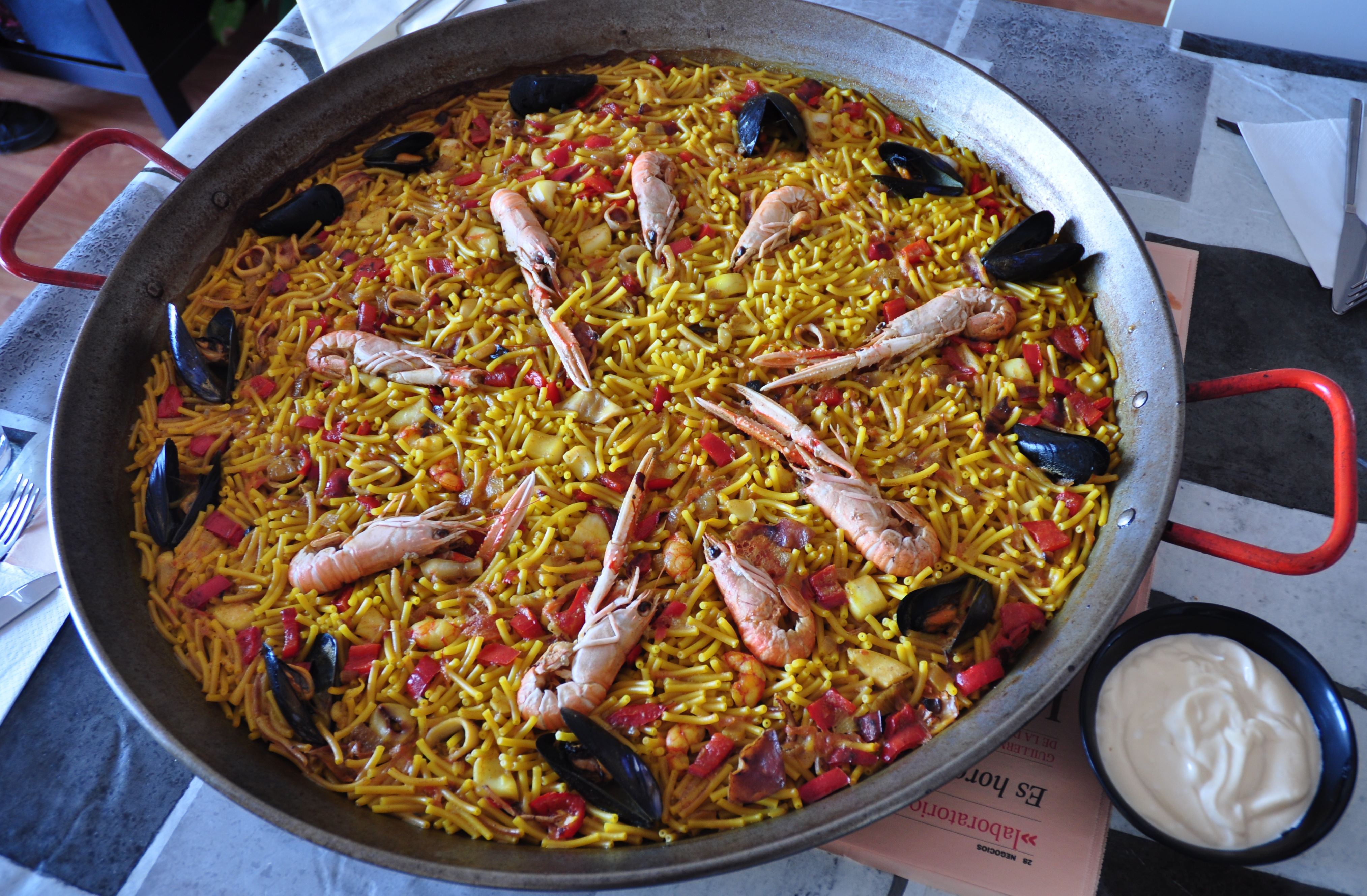
Fideuà

## Trivia
Am 8. März 1992 wurde in Valencia eine Paella für 100.000 Personen zubereitet. Es wurden folgende Zutaten verwendet: 5.000 kg Reis, 6.800 kg Hähnchen, 5.000 kg Kaninchen, 400 kg Ente, 1.000 kg Schnecken, 2.400 kg grüne Bohnen, 1.600 kg weiße Bohnen, 1.000 kg Tomaten, 150 kg Salz, 5 kg Paprikapulver (mild), 1 kg Safran, 1.000 Liter Öl und 12.500 Liter Wasser. Die Pfanne hatte einen Durchmesser von zwanzig Metern, ein Fassungsvermögen von 210.000 Litern, eine Blechstärke von acht Millimetern und wies insgesamt 400 Meter Schweißnähte auf; das Gesamtgewicht der gefüllten Paellera betrug etwa 60.000 Kilogramm und wurde von 90 Stützpfeilern getragen. Diese Paella wurde in das Guinness-Buch der Rekorde aufgenommen.